# Нагойський університет
Наґойський університет (яп. 名古屋大学, なごやだいがく; англ. Nagoya University) — державний університет у Японії. Розташований за адресою: префектура Айті, місто Наґоя, район Тікуса, квартал Фуро. Відкритий у 1939 році. Скорочена назва — Мей-дай (яп. 名大, めいだい).
Станом на 2014 рік, університет випустив шість лауреатів Нобелівської премії в галузі науки, зайнявши третє місце у Японії після Кіотського університету та Токійського університету.

## Короткі відомості
Виник на базі Тимчасової медичної школи, утвореної 1871 року в приміщенні для Нарад колишнього Оварі-хану. 1902 року школа була перетворена на Медичний університет Айті. 1931 року його перейменували на Нагойський медичний університет і надали статус державного. 1939 року Імператорським рескриптом на базі цього університету проголошувалося створення Нагойського Імператорського університету (яп. 名古屋帝国大学, なごやていこくだいがく, Нагоя тейкоку дайґаку) з двома факультетами: медичним і природничим. 1942 року природничий факультет розділився на фізичний та інженерний.
Після Другої світової війни та загальнонаціональної освітньої реформи 1949 року заклад перейменували на Нагойський університет. До нього приєднали Вищу школу № 8, Нагойську торговельну школу та Вищу педагогічну школу Окадзікі. Було створено 6 нових факультетів: гуманітарний, педагогічний, юридичний, фізичний, медичний і інженерний. 1950 року з юридичного факультету виділився економічний. Наступного року університет поповнився агрономічним факультетом, 1993 року — інформаційним. На 2010 рік Нагойський університет нараховує 9 факультетів.
Університет має магістратуру й аспірантуру, здійснює підготовку спеціалістів за 13 спеціальностями: гуманітарні науки, педагогіка, економіка, фізика, математика, медицина, інженерія, агрономія, мовознавство, міжнародний менеджмент, інформатика, екологія. При університеті діє 25 науково-дослідницьких установ: Інститут екології та медицини, Інститут дослідження сонця і землі, Інститут Екоутопії, Центр радіоізотопів, Центр датування, Центр вивчення землетрусів і природних катаклізмів, Центр планування міжнародної допомоги, Центр здоров'я та спорту та інші.
Серед випускників університету шість лауреатів Нобелівської премії.

## Факультети
- Історико-філологічний факультет (яп. 文学部)
- Педагогічний факультет (яп. 教育学部)
- Юридичний факультет (яп. 法学部)
- Економічний факультет (яп. 経済学部)
- Інформаційно-культурологічний факультет (яп. 情報文化学部)
- Природничий факультет (яп. 理学部)
- Медичний факультет (яп. 医学部)
- Інженерно-технічний факультет (яп. 工学部)
- Агрономний факультет (яп. 農学部)

## Аспірантура
- Історико-філологічна аспірантура (яп. 文学研究科)
- Аспірантура наук розвитку педагогіки (яп. 教育発達科学研究科)
- Юридична аспірантура (яп. 法学研究科)
- Економічна аспірантура (яп. 経済学研究科)
- Аспірантура природничих наук (яп. 理学研究科)
- Аспірантура медичних наук (яп. 医学系研究科)
- Інженерно-технічна аспірантура (яп. 工学研究科)
- Аспірантура біологічно-агрономічних наук (яп. 生命農学研究科)
- Аспірантура розвитку міжнародної співпраці (яп. 国際開発研究科)
- Аспірантура фізико-математичних наук (яп. 多元数理科学研究科)
- Аспірантура міжнародного мовознавства і культурології (яп. 国際言語文化研究科)
- Аспірантура екологічних наук (яп. 環境学研究科)
- Аспірантура інформатики (яп. 情報科学研究科)

## Відомі випускники
Лауреати Нобелівської премії.
- Амано Хіросі — лауреат Нобелівської премії з фізики за винахід синього світлодіода (2014).
- Акасакі Ісаму — лауреат Нобелівська премія з фізики за винахід синього світлодіода (2014)..
- Масукава Тосіхіде — лауреат Нобелівська премія з фізики (2008).
- Кобаясі Макото — лауреат Нобелівська премія з фізики (2008).
- Сімомура Осаму — лауреат Нобелівська премія з хімії (2008).
- Рьодзі Нойорі — лауреат Нобелівська премія з хімії (2001), провів більшу частину своєї наукової кар'єри дослідження та викладання в університеті.